# Квилу
Квилу (на френски и на суахили: Kwilu) е една от провинциите на Демократична република Конго. Разположена е в югозападната част на страната. Столицата на Квилу е град Киквит. Площта на провинцията е 78 533 км², а населението, според проекция за юли 2015 г., е 5 490 000 души. Най-масово говореният език в провинцията е езикът Конго (Киконго).